# Güsen
Güsen ist ein Ortsteil der Einheitsgemeinde Elbe-Parey im Landkreis Jerichower Land in Sachsen-Anhalt.

## Geographie
Güsen liegt am Ostufer des Elbe-Havel-Kanals. Durch den Ort verläuft die Landesstraße 54, über die die Nachbarorte Hohenseeden im Süden und Parey im Norden zu erreichen sind. Jenseits des Kanals liegt der Ort Zerben, zu dem eine Brückenverbindung besteht. Die Entfernung zur Kreisstadt Burg beträgt 15 km, Genthin ist über die südöstlich des Ortes verlaufende Bundesstraße B1 nach ca. 20 km zu erreichen. Der Bahnhof Güsen (Kr Genthin) liegt an der Bahnstrecke Berlin–Magdeburg. Der Ort, dessen langgestreckte Bebauung eine Flächengröße von 1,3 km² aufweist, liegt auf einer Höhe um 40 Meter über NHN und ist in Laub- und Mischwälder eingebettet.

## Geschichte

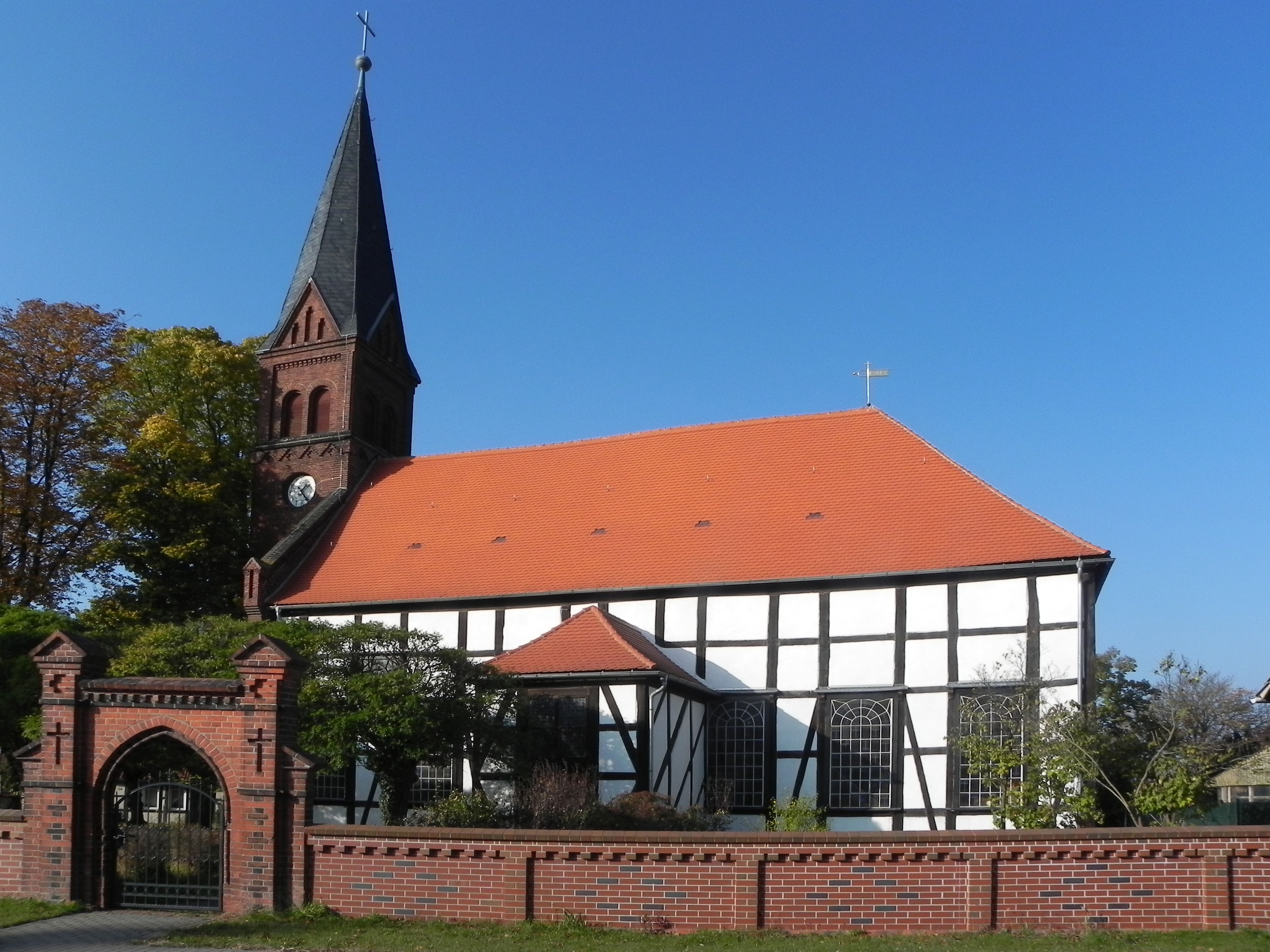
Von 1680 bis 1700 erbaute evangelische Kirche von Güsen

Durch Bodenfunde ist bekannt, dass zur Eisenzeit (um 500 v. Chr.) Germanen im Gebiet von Güsen gelebt haben. Nach deren Abwanderung nach Norden siedelten sich ab dem 5. Jahrhundert n. Chr. Slawen an, die dem Ort seinen Namen gaben. Dieser lautete Anfang des 13. Jahrhunderts „Gusne“, was so viel wie „mitten im Wald“ bedeutet. Er wird in einer Urkunde vom 25. September 1221 genannt, in der der Abt Bertram des Magdeburger Klosters Berge bestätigt, dass der Grenzstreit zwischen dem Kloster und den Herren Johann und Gebhard von Plotho friedlich beigelegt wurde. Dieses Dokument stellt die erste urkundliche Erwähnung von Güsen dar und weist zugleich darauf hin, dass die Adelsfamilie von Plotho zu dieser Zeit Eigentümerin des Dorfes war. Aus einer weiteren Urkunde von 1296 geht hervor, dass die Grafen von Schwerin einen Johann von Plotho unter anderem mit dem Dorf Gusne belehnt haben. Aus einem Lehnsverzeichnis von 1430 ist zu entnehmen, dass Güsen als Plothosches Rittergut der Gerichtsbarkeit von Altenplathow, Hauptsitz der Plothos, unterstand. Zwanzig Jahre später war das Gut im Besitz der Familie von Kracht, die es am 22. Februar 1463 für 1531 Gulden an den Magdeburger Erzbischof Friedrich III. verkaufte. Die Verwaltung übernahm damit die erzbischöfliche Möllenvogtei, die vor allem Güsens Waldreichtum zur Gewinnung von Bauholz nutzte.
Nach der Reformation kam Güsen offensichtlich wieder in private Hände, denn 1583 gehörte das Rittergut der flandrischen Linie der Familie von Plotho in Engelmünster. Mehrere Dokumente berichten vom Schicksal des Dorfes während des Dreißigjährigen Krieges. So wird an einer Stelle erwähnt, dass Güsen innerhalb von zwölf Jahren siebenmal abbrannte. In seinem Bericht an die Möllenvogtei Magdeburg, der heute im Staatsarchiv Magdeburg liegt, schildert der Schulze Andreas Melmer die Ereignisse während des letzten Kriegsjahres in Güsen: Im Sommer 1648 durchzog ein schwedisches Heer das Jerichower Land. Am 21. August 1648 bezogen etwa 400 Reiter Quartier in Güsen, dessen Einwohner zuvor aus Angst in die Wälder geflohen war. Während die Soldaten in die verlassenen Häuser einquartiert wurden, zog der Stab in die Burg ein. Als die Schweden am 23. August wieder abzogen, stand das Dorf in Flammen, 17 Gebäude brannten nieder. Auf Grund dieses Berichtes lieferte die Möllenvogtei den Dorfbewohnern Getreide, sorgte sich um Viehfütterung und gewährte für mehrere Jahre Steuererleichterungen. 1680 waren die Güsener in der Lage, mit dem Bau einer neuen Kirche zu beginnen.

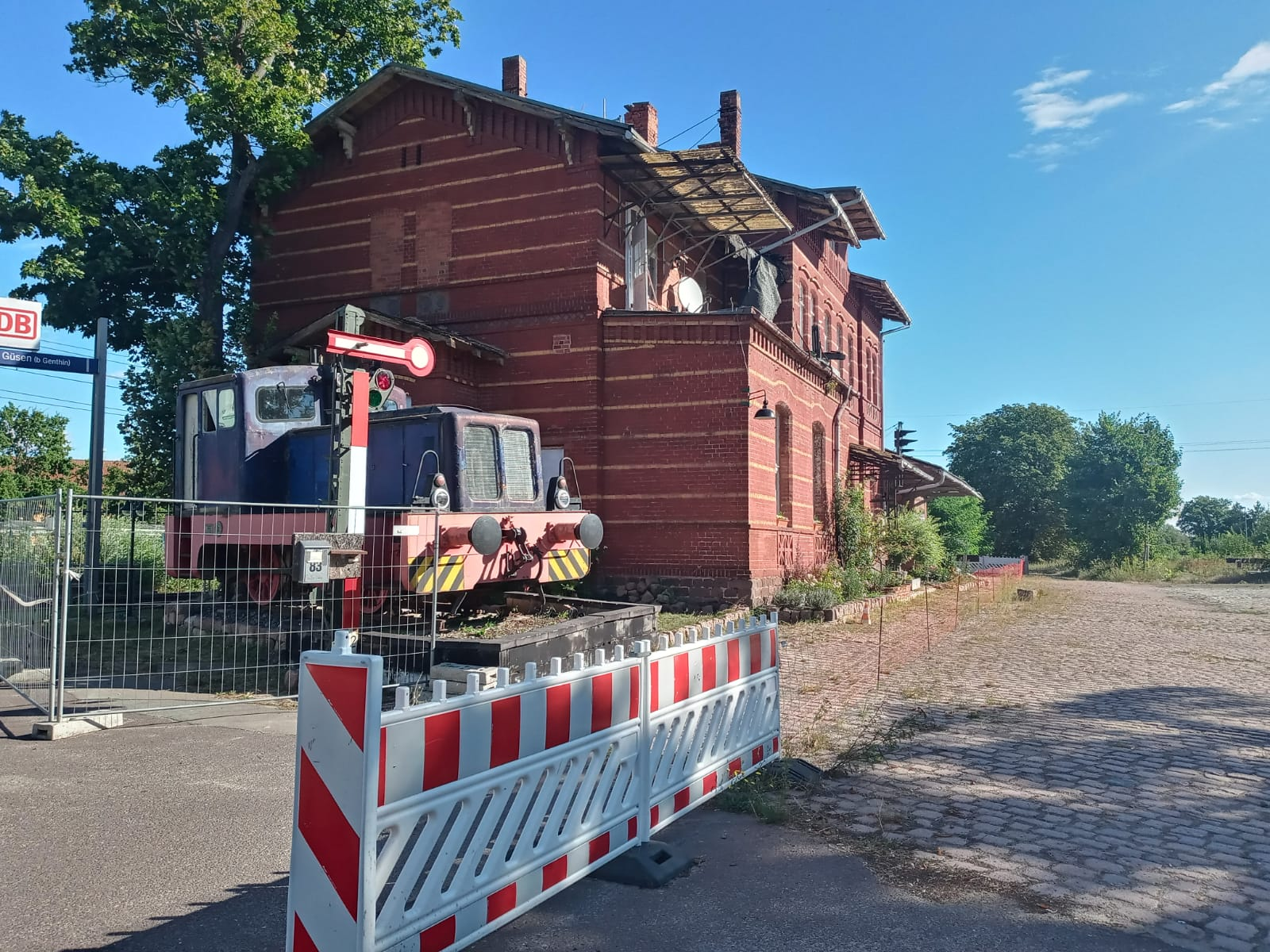
Ehemaliger Staatsbahnhof Güsen von ca. 1846, heute Sitz des Förderverein Bürgerbahnhof Güsen

1680 ist auch das Jahr, in welchem Güsen unter die Oberhoheit von Brandenburg-Preußen kam. Es wurde zunächst im Jerichower Gesamtkreis verwaltet und 1785 dem Distrikt Jerichow II unterstellt, aus dem sich nach der preußischen Verwaltungsreform von 1815 der Kreis Jerichow II mit der Kreisstadt Genthin bildete. Für Güsen war die Holzwirtschaft in dieser Zeit von großer Bedeutung, so besaß der Ort zur Holzverarbeitung eine Holzschneidemühle. Der in der zweiten Hälfte des 19. Jahrhunderts begonnene Bau von modernen Verkehrswegen kam Güsen in besonderer Weise zugute. 1845 war der Elbe-Havel-Kanal fertiggestellt worden, der unmittelbar am Ort vorbeiführte.
Mit dem Bau der Eisenbahnstrecke Magdeburg–Potsdam 1846 erhielt Güsen einen eigenen Bahnhof. Dieser entwickelte sich später zu einem Bahnknoten, als 1917 und 1924 die Bahnstrecken Güsen–Ziesar und Güsen–Jerichow gebaut wurden.
Heute existiert nur noch die Bahnstrecke Güsen-Zerben ehemals Güsen-Jerichow, denn ab Zerben ist die Bahnstrecke in Richtung Jerichow ab km 4,8 abgebaut. Jene wird regelmäßig für den Güterverkehr des in Zerben ansässigen Schwellenwerkes befahren. Die Bahnstrecke Güsen-Ziesar wurde 2017/2018 zurückgebaut. Lediglich die Gleise im Bahnhof sind noch erhalten. Der ansässige Eisenbahnverein (Förderverein BürgerBahnhof Güsen e. V.) wurde am 12. September 2019 gegründet.  Das Empfangsgebäude wurde vom ansässigen Eisenbahnverein gekauft.

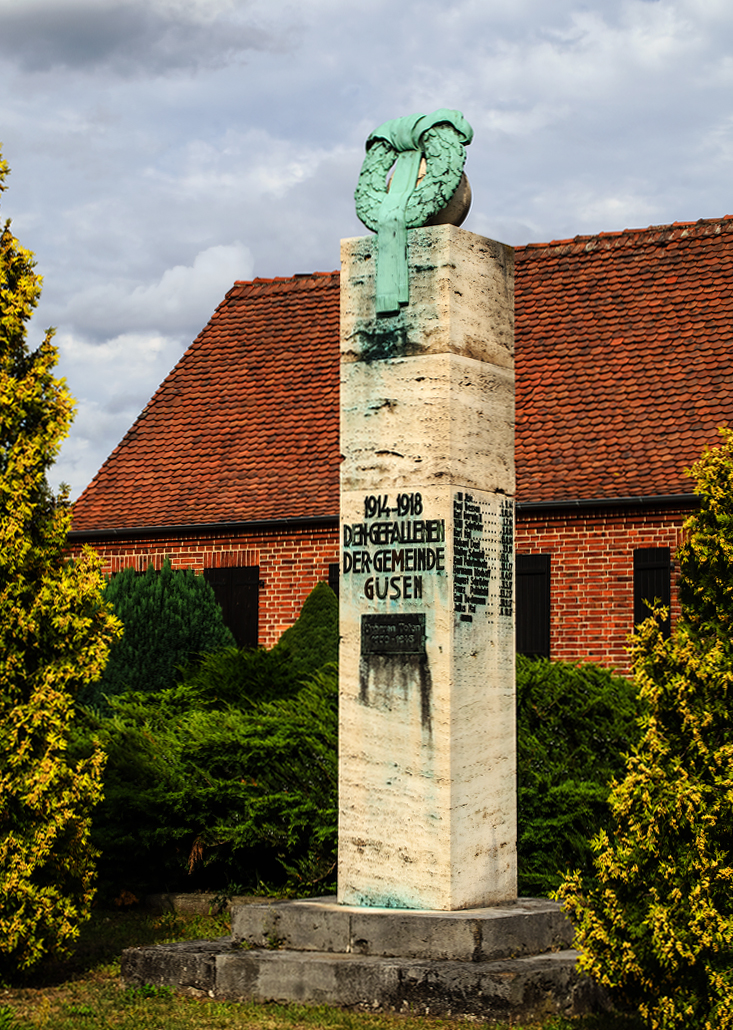
Kriegerdenkmal in Güsen

Am 30. September 1928 wurde der Gutsbezirk Pennigsdorf mit der Landgemeinde Güsen vereinigt.
Am 20. Juli 1950 wurde die bis dahin eigenständige Gemeinde Zerben nach Güsen eingemeindet.
Am 1. Januar 1957 wurde der Ortsteil Zerben wieder aus der Gemeinde Güsen ausgegliedert und entstand als politisch selbstständige Gemeinde neu.
Die günstige Verkehrslage zwischen den preußischen Metropolen Berlin und Magdeburg förderte die Ansiedlung der Güsener Sprengstoff-Fabrik, die 1917 ihren Betrieb aufnahm. Sie wurde auf dem ehemals Plothoschen Vorwerk Pennigsdorf errichtet, das südlich von Güsen lag. Es war 1759 mit einer Größe von 346 Hektar (3,46 km²) eingerichtet worden, 1893 baute die Familie von Plotho dort ein neobarockes Jagdschloss. 1909 musste das Gut verkauft werden, und sein letzter Eigentümer Heinrich von Ostrau veräußerte es 1916 an die Deutsche Sprengstoff AG. Als nach dem Ersten Weltkrieg jegliche militärische Produktion in Deutschland verboten war, stellte das Werk mit mehreren Hundert Beschäftigten Nitrozellulose für die Fotochemie und für Kunstseide her. Unmittelbar nach der Machtergreifung der Nationalsozialisten wurde die Fabrik wieder für militärische Zwecke genutzt. Bereits 1933 wurde ein geheimes Labor für Spezialwaffen eingerichtet, und 1934 begann die Dynamit AG mit dem Bau eines großen Zweigwerks zur Herstellung von Munition. Es entstanden 680 Gebäude, darunter getarnte Stahlbetonbunker, 28 Kilometer Bahngleise wurden verlegt. Das Jagdschloss wurde abgerissen. Die Einwohnerzahl von Güsen stieg von 1.296 im Jahre 1910 auf 1.700 im Jahre 1939.
Nach dem Zweiten Weltkrieg wurde die Munitionsfabrik von der Sowjetunion vollständig demontiert. Danach nutzten die sowjetischen Streitkräfte das Gelände als Tank- und Schmierstofflager. Der Berliner VEB Bergung errichtete in Güsen einen Zweigbetrieb, der während des Volksaufstandes vom 17. Juni 1953 von sich reden machte, als rund dreihundert Arbeiter in den Streik traten. 1958 nahm ein Betonschwellenwerk die Produktion auf, dem das Kieswerk Zerben angeschlossen wurde. In der DDR gehörte Güsen zum Kreis Genthin im Bezirk Magdeburg. 1964 hatte der Ort 2.496 Einwohner.

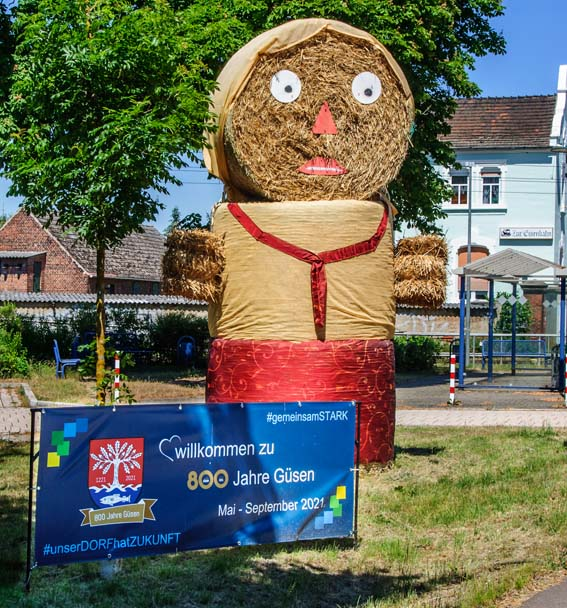
800 Jahre Güsen

Die nach der deutschen Wiedervereinigung aufgelegten öffentlichen Fördermaßnahmen nutzte Güsen zur Sanierung des Straßennetzes und der Erschließung des Wohngebietes Siepe. Größter Arbeitgeber blieb das Betonschwellenwerk, das 2002 durch den finnischen Konzern CONSOLIS übernommen wurde und 2021 zur Sateba Gruppe überging. Daneben haben sich mehrere kleine Gewerbebetriebe etabliert. Der Johanniterorden richtete eine Kindertagesstätte ein. Ein Seniorenzentrum entstand und Güsen wurde Standort des Grundschulzentrums der Einheitsgemeinde Elbe-Parey, der der Ort am 1. September 2001 beitrat. Das Forstamt Altenplathow richtete ebenfalls seinen Sitz im Ort ein. Im Jahr 2021 feierte Güsen sein achthundertjähriges Bestehen.

## Religion
Die Kirchengemeinde Güsen mit der Dorfkirche Güsen gehört zum Pfarrbereich Parey im Kirchenkreis Elbe-Fläming der Evangelischen Kirche in Mitteldeutschland.
Im Zuge der Flucht und Vertreibung Deutscher aus Mittel- und Osteuropa 1945–1950 ließen sich in Güsen wieder Katholiken nieder, so dass es 1963 zum Bau einer katholischen Kapelle kam. Zur Gründung einer katholischen Kirchengemeinde kam es in Güsen jedoch nicht, die an der Jägerstraße gelegene Kapelle gehörte zur Pfarrei Genthin. Nachdem die Zahl der Gottesdienstbesucher wieder abgesunken war, wurde die Kapelle am 25. März 1988 wieder aufgegeben. Die nächstliegende katholische Kirche ist heute die St.-Johannes-der-Täufer-Kirche im etwa fünfzehn Kilometer entfernten Burg.

## Politik
Der Ortschaftsrat Güsen besteht aus sechs Mitgliedern.
Ortsbürgermeister ist Mario Helmrich.

### Wappen
| Wappen von Güsen | Blasonierung: „In Rot über blauem Schildfuß mit schwimmendem silbernen Fisch eine entwurzelte silberne Eiche mit sechs Eicheln.“ |
| Wappen von Güsen | Wappenbegründung: Güsen liegt im Stromgebiet der Elbe und am Elbe-Havel-Kanal. Der Ort entstand als Rodungsstätte. So weisen der gerodete Baum und der Fisch auf diese lokalen Besonderheiten hin und sie haben Eingang in das Gemeindewappen gefunden. Das Wappen wurde am 19. Januar 1998 durch das Regierungspräsidium Magdeburg genehmigt. |

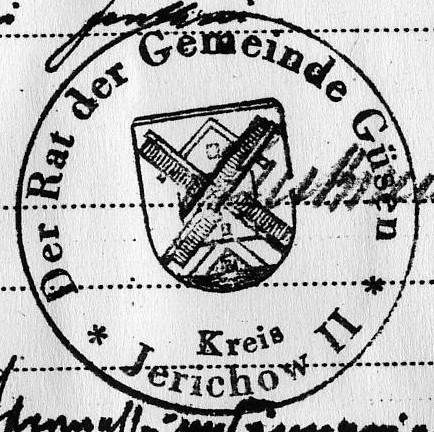
Altes Siegel der Gemeinde Güsen

Die Farben der Gemeinde sind Silber (Weiß) - Rot.

### Historisches Wappenbild

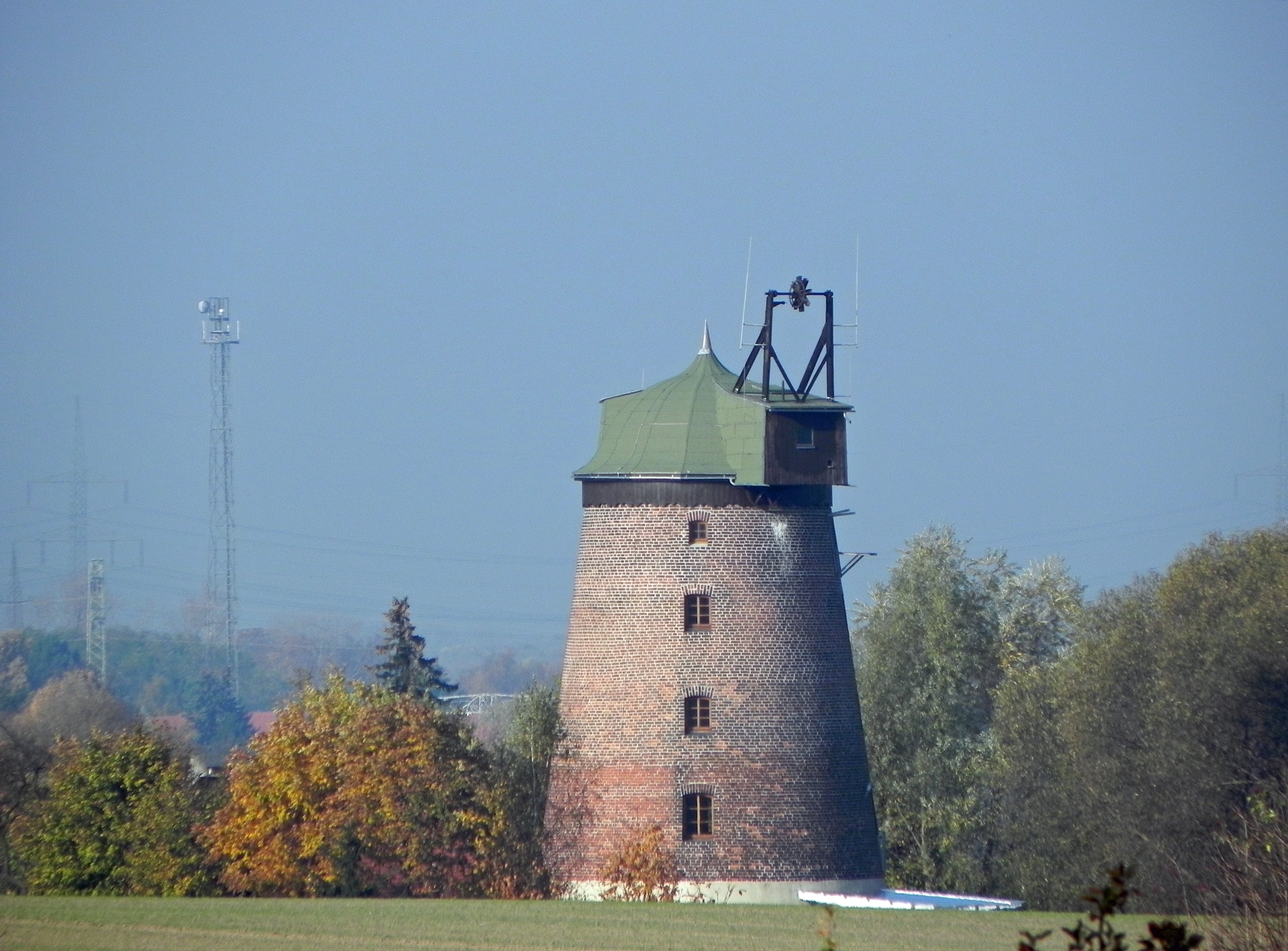
Turmholländer-Windmühle.

Die ehemalige Gemeinde Güsen führte in ihrem Gemeindesiegel schon einmal ein wappenähnliches Siegelbild. Dieses wurde im Zeitraum nach dem Zweiten Weltkrieg bis etwa der Einführung der Bezirke und Kreise in der DDR (1945–1952) benutzt.

## Kultur und Sehenswürdigkeiten

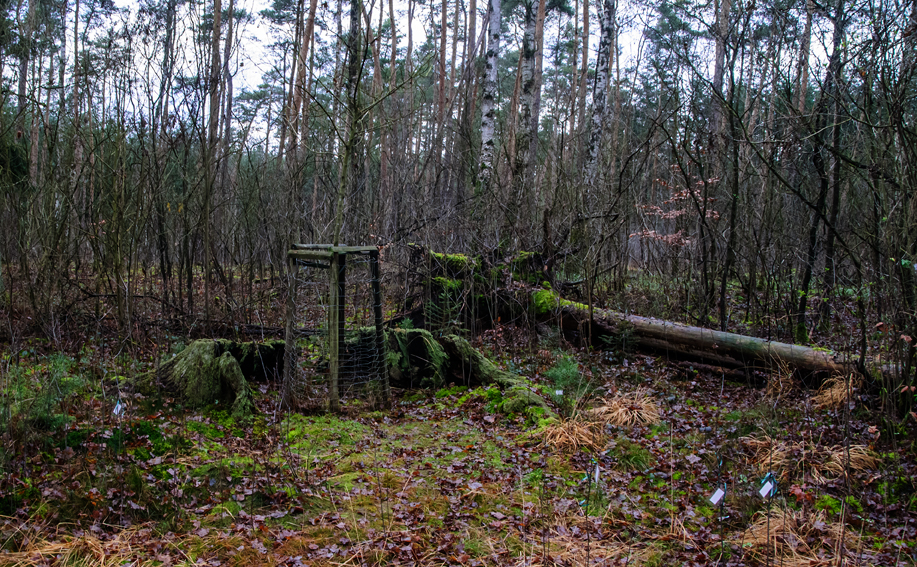
Stumpf der Muttereiche, ca. 700 Jahre alt, Wappenbaum

- Auf dem Standort des Vorgängergebäudes, einer mittelalterlichen Feldsteinkirche, wurde am Ende des 17. Jahrhunderts die Dorfkirche Güsen als Fachwerkständerbau in der heutigen Form errichtet. Lediglich den Fachwerkturm ersetzte man im 19. Jahrhundert durch einen neoromanischen Backsteinturm mit hohem achtseitigem Spitzhelm.[18]
- Die Turmholländerwindmühle  auf einer Anhöhe bei Güsen wurde 1927 errichtet. Sie ist eine der ehemals vier Turmholländer-Windmühlen, später erneuert und zu Wohnraum umgebaut.[19]
- Muttereiche[20] in Dorfnähe, Baum im Wappen des Ortes

## Persönlichkeiten
Aus Güsen stammen:
- Lutz Helmig (* 1946), Unternehmer und Arzt
- Hartmut Krüger (* 1953), Handballsportler